# マリアン・トゥルシャ
マリアン・トゥルシャ（Marian Târșa 、1998年4月16日 - ）は、ルーマニア・ヴァスルイ出身のプロサッカー選手。ポリテフニカ・ヤシ所属。ポジションは、ミッドフィールダー。